# Dancers Tales
Dancers Tales (Alternativtitel Dancer’s Tales) ist ein Jazzalbum von Mario Pavone. Die am 23. Februar 1996 in den Sound On Sound Studios, New York City, entstandenen Aufnahmen erschienen am 18. März 1997 auf Knitting Factory Works.

## Hintergrund
Mitte der 1990er-Jahre arbeitete der Bassist Mario Pavone neben seiner Mitgliedschaft in den Gruppen von Thomas Chapin mit einem eigenen Sextett/Septett. Nach seinem Album Song for (Septet) (1994) entstand 1996 das Folgealbum Dancers Tales, mit Peter McEachern (Posaune), Marty Ehrlich und Thomas Chapin an den Holzblasinstrumenten, Peter Madsen am Piano und Steve Johns am Schlagzeug.

## Titelliste
- Mario Pavone – Dancers Tales (Knitting Factory Works KFW 205)[2]

1. Dancers Tales 8:52 (Arrangement Thomas Chapin)
2. Bootleg 4:22
3. Lunch with Julius 6:03 (Arrangement: Marty Ehrlich)
4. Double Diamond 7:00
5. Roma (Arrangement: Marty Ehrlich) 7:17
6. Recovery (Mario Pavone, Michael Pavone) 9:48 (Arrangement: Peter McEachern)
7. Alberta Clipper 5:45 (Arrangement: Marty Ehrlich)
8. Foxwood Shuffle 9:25

Sofern nicht anders angegeben, stammen alle Kompositionen von Mario Pavone.

## Rezeption

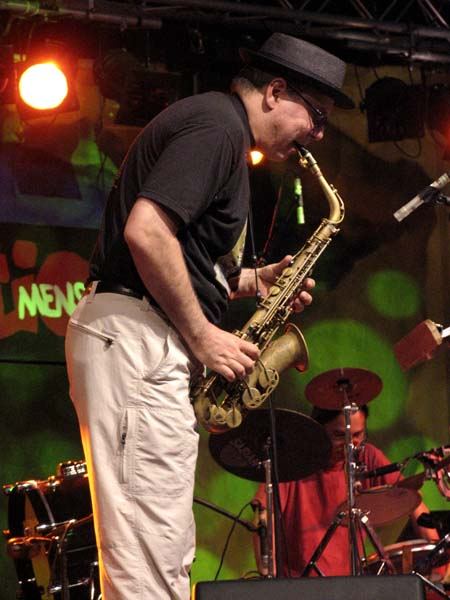
Marty Ehrlich 2004

David R. Adle verlieh dem Album in Allmusic vier Sterne und schrieb, dies sei eine zwar herausfordernde und dennoch einladende Session des Bassisten Mario Pavone und seines Sextetts. Pavones Kompositionen zu diesem Album würden ziemlich weit reichen, vom Bop-orientierten „Lunch with Julius“ und „Alberta Clipper“ bis zu den dunkleren, unorthodoxeren Stücken „Dancers Tales“ und „Double Diamond“. Die überlegenen Arrangements von Chapin, Ehrlich und McEachern würden für einige höchst unvorhersehbare Ensembleklänge sorgen.
Richard Cook und Brian Morton zeichneten das Album mit dreieinhalb Sternen aus und schrieben in der sechsten Auflage des Penguin Guide to Jazz, die Besonderheit der Alben, die er unter seinem eigenen Namen veröffentlicht hatte, sei die Hervorhebung der Posaune, entweder gespielt von Steve Davis oder von Peter McEachern. Dancers Tales sei ein außergewöhnliches Werk; hervorhebenswert sei besonders das Julius Hemphill gewidmete Stück „Lunch with Julius“.